# گلادبروک (آیووا)
گلادبروک (به انگلیسی: Gladbrook) شهری در ایالت آیووا کشور ایالات متحده آمریکا است که جمعیت آن در سرشماری سال ۲۰۱۰ میلادی، ۹۴۵ نفر بوده‌است.